# Richard Ekunde
Richard Ntomba Ekunde (* 4. August 1982, in Kinshasa, DR Kongo) ist ein kongolesischer ehemaliger Fußballspieler, der vor allem in Schweden spielte.

## Karriere
Ekunde begann mit dem Fußballspielen in seinem Heimatland bei Kinshasa City FC. 2002 wechselte er wie auch seine Vereinskameraden René Makondele und Yannick Bapupa von Kinshasa nach Schweden zu Djurgårdens IF. Der Verein gewann 2002 und 2003 die schwedische Meisterschaft, Richard Ekunde spielte jedoch keine Rolle und kam in der Allsvenskan kaum zum Einsatz. Aus diesem Grund verlieh ihn der Klub an den Zweitligisten Åtvidabergs FF, wo er sich als Stammspieler durchsetzen konnte. Mit seinen Leistungen spielte er sich auch in die Fußballnationalmannschaft der Demokratischen Republik Kongo, wo er Ende 2003 gegen Südafrika und die Elfenbeinküste seine ersten beiden Länderspiele bestritt. Im Spiel gegen die Elfenbeinküste zog sich Ekunde einen Kreuzbandriss zu, so dass er längerfristig ausfiel. Daher verlängerte Djurgårdens IF die Leihfrist mit Åtvidabergs FF, der den Spieler letztlich fest verpflichtete. In der Superettan machte er als Stammspieler den Allsvenskanklub GAIS Göteborg auf sich aufmerksam.
Anfang 2006 wechselte er innerhalb Schwedens und wurde auch Stammspieler in Göteborg. Dort hat er einen Vertrag bis 2013. 2007 wählten ihn die Anhänger des Klubs zum Spieler des Jahres.
Er galt als der beste Innenverteidiger der Allsvenskan.
Nach drei weiteren Transfers innerhalb der skandinavischen Ligen beendete er am 1. August 2017 seine Karriere.